# Formicarius analis
Formicarius analis е вид птица от семейство Formicariidae.

## Разпространение
Видът е разпространен в Белиз, Боливия, Бразилия, Венецуела, Гватемала, Гвиана, Еквадор, Колумбия, Коста Рика, Мексико, Никарагуа, Панама, Перу, Суринам, Тринидад и Тобаго, Френска Гвиана и Хондурас.